# 1741
1741 је била проста година.

## Догађаји

### Април
- 10. април — Битка код Молвица

## Рођења

### Април
- 14. април — Момоцоно, јапански цар

### Мај
- 23. мај — Андреа Лукези, италијански композитор

## Смрти

### Јул
- 28. јул — Антонио Вивалди, венецијански композитор (*1678)

### Децембар
- 19. децембар — Витус Беринг, дански истраживач